# Lucas Vermeer
Lucas Vermeer is een Nederlandse singer-songwriter die muziek uitbrengt met zijn muziekcollectief Huize Lucas. Van 2020 tot 2023 bracht hij muziek uit onder de artiestennaam LUCAS.

## Biografie
Vermeer studeerde de opleiding Liberal Arts & Sciences bij Erasmus University College en opleiding voor toetsenist aan Codarts  te Rotterdam. Hij speelde, arrangeerde en dirigeerde het Popkoor Prestige en was actief als jurylid bij televisieprogramma All Together Now. Nadat hij in Engeland voor een uitwisselingproject in 2019 de opleiding Songwriting deed, begon hij met het maken van zijn eigen muziek. Hij schrijft in het Nederlands en eerste single Prooi werd uitgebracht onder de artiestennaam LUCAS. Eerste ep die werd uitgebracht was Esthetiek, slechts twee maanden na de eerste single. De tweede ep Ambivalent werd in 2021 uitgebracht en werd voorgegaan door de singles De nacht, Poppenhoek en Overtijdse liefde. Hij werd dat jaar geselecteerd voor de Popronde en speelde op verschillende locaties in Nederland. Ook had hij een optreden in Poppodium Annabel, waar een liveopname werd gemaakt die als livealbum werd uitgebracht. De derde ep Bipolair werd uitgebracht in 2022, opgevolgd door het album Lichaam, waarin de drie eerder uitgebrachte ep's werden samengevoegd.
Na dat album veranderde Vermeer zijn artiestennaam; hij trad niet meer op als LUCAS, maar als Huize Lucas. Dit omdat hij zich niet meer zag als enkel artiest, maar vooral als band. Vanaf het begin van zijn carrière had hij een band om zich heen bestaande uit gitarist Bob Barlag, bassist Anne Roos Peterse, toetsenist Margi Sinniah en drummer Jens Wierckx. Door de naam te veranderen werd niet enkel meer de zanger zelf benoemd, maar de gehele band. Bij liveoptredens sluiten zich dikwijls nog meer artiesten bij de groep aan, zoals blazers en strijkers. Vermeer ging vervolgens met producer Sjoerd Huissoon aan de slag met het maken van nieuwe muziek. Resultaat hiervan was het album De geest van de tijd, waarop meer dan vijftig artiesten meewerkten. In het najaar van 2023 was Huize Lucas voorprogramma bij de tournee van singer-songwriter Loen.